# Primideal
Ett primideal är ett ideal P ≠ R i en kommutativ ring R, sådant att:
{\displaystyle ab\in P\implies a\in P\lor b\in P}
för alla a och b i R.
Om ringen R inte är kommutativ är P ett primideal, om det är ett äkta ideal och om det för ideal {\displaystyle A} och {\displaystyle B} sådana att
{\displaystyle A\cdot B\subseteq P}
gäller att antingen {\displaystyle A\subset P} eller {\displaystyle B\subset P}.

## Samband mellan primideal ochprimelement
I en heltalsring H, finns en påtaglig relation mellan primideal och primelement.
Ett ideal skilt från nollidealet, {\displaystyle P=} {{\displaystyle pr\;|\;r\in R}}, är ett primideal om och endast om {\displaystyle p} är ett primelement i ringen {\displaystyle R}.
Bevis: Med utgångspunkt ifrån att P är ett primideal och skilt från nollidealet följer direkt, att p ≠ 0 och att p ej är inverterbart. Om p|ab tillhör ab P, vilket medför att a eller b tillhör P. Detta är liktydigt med att p|a eller p|b och således att p är ett primelement.
Omvänt fås att om p är ett primelement så följer, eftersom p ≠ 0 och p ej är inverterbart, att P varken är lika med nollidealet eller H. Om ab tillhör P så är det liktydigt med att p|ab och härav följer att p|a eller p|b, det vill säga att a eller b tillhör P. Alltså är P ett primideal.

## Exempel
- I ringen av heltal, {\displaystyle \mathbb {Z} }, är ett primideal antingen nollidealet {\displaystyle \{0\}} eller på formen {\displaystyle p\mathbb {Z} } (alla multiplar av p), där p är ett primtal.
- Ett maximalt ideal är ett primideal. Det omvända gäller dock inte.

## Egenskaper
- Om R är en kommutativ ring med etta och P är ett ideal i R så är P ett primideal om och endast om kvotringen R/P är ett integritetsområde.
- Varje kommutativ ring med enhet har minst ett primideal, en direkt följd av Krulls sats.
- Urbilden av ett primideal för en ringhomomorfi är ett primideal.